# The Creatures
The Creatures var en musikgrupp inom alternativ rock, bildad 1981 som ett sidoprojekt till Siouxsie and the Banshees av Siouxsie Sioux och hennes senare man Budgie. Efter att Siouxsie and the Banshees splittrats 1996 fokuserade de båda på The Creatures, fram till 2005 då bandet upplöstes. Tidigt under hösten 2007 meddelade de att de inte längre var musikaliska partners. Senare under hösten tog de ut skilsmässa.

## Diskografi (urval)
Studioalbum
- 1983 – Feast
- 1989 – Boomerang
- 1999 – Anima Animus
- 2003 – Hái!

Samlingsalbum
- 1997 – A Bestiary of
- 1999 – Hybrids
- 2000 – U.S. Retrace

EPs
- 1981 – Wild Things
- 1998 – Eraser Cut

Singlar (topp 100 på UK Singles Chart)
- 1981 – "Mad Eyed Screamer" (#24)
- 1983 – "Miss the Girl" (#21)
- 1983 – "Right Now" (#14)
- 1989 – "Standing There" (#53)
- 1990 – "Fury Eyes" (#81)
- 1999 – "Say" (#72)
- 1999 – "Prettiest Thing" (#91)
- 2003 – "Godzilla!" (#53)